# Hilmar Hoffmann (Pädagoge)
Hilmar Hoffmann (* 1961 in Castrop-Rauxel) ist ein deutscher Pädagoge.

## Leben
Hilmar Hoffmann studierte Deutsch und Berufliche Fachrichtung Sozialpädagogik LA SEK II an der Universität Dortmund, wo er im Anschluss promovierte. Von 2000 bis 2003 war er Studienrat im Hochschuldienst an der Universität zu Köln bei Gerd E. Schäfer. Ab 2003 übernahm Hoffmann die Professur für Erziehungswissenschaft an der Fachhochschule Düsseldorf, welche er bis 2009 innehatte. Er ist Professor für Frühkindliche Bildung und Elementarpädagogik am Institut für Sozialwissenschaften der Universität Osnabrück.